# Diecezja Tainan
Diecezja Tainan (łac.: Dioecesis Tainanensis) – rzymskokatolicka diecezja ze stolicą w Tainanie w Republice Chińskiej, wchodząca w skład Metropolii Tajpej. Siedziba biskupa znajduje się w Katedrze Najświętszej Maryi Panny Pani Chin w Tainanie. 

## Historia
- Diecezja Tainan powstała 21 marca 1961.

## Biskupi
- ordynariusz: John Baptist Huang Min-Cheng (od 2023)
- biskup senior: bp Bosco Lin Chi-nan (od 2020)
- biskup senior: bp John Lee Juo-Wang (od 2021)

## Podział administracyjny
W skład diecezji Tainan wchodzą 44 parafii

## Główne świątynie
- Katedra: Katedra Najświętszej Maryi Panny Pani Chin w Tainan